# 남아메리카의 산업
남아메리카의 산업은 전노동인구의 절반이 농업인구로서 농업국의 단계라고 볼 수 있으나, 생산액은 전후 공업생산이 농업을 상회한다. 특히 제2차 세계대전 이후 급속한 공업화로 그 상대적인 중요성은 감소 경향을 보이지만 아직도 농업이 국민 소득의 중요한 원천이다.

## 농업
농업의 유형은 특정산물에 의존하는 단일경작(mo- noculture)이므로 국제시장의 수요에 민감하다. 생산자의 안정을 위하여 각국은 가격유지정책을 쓰는 한편 다각화의 방향으로 유도하고 있다.커피는 세계 생산의 40% 이상을 이 대륙이 차지하며, 이것이 국민경제에 미치는 영향이 매우 크다. 그외 카카오·사탕수수·면화 등도 주요한 생산품이다. 이러한 농산물은 커피의 단일경작에서 오는 경제적 불안정을 해소하기 위하여 장려되고 있다.또한 국내 소비에 필요한 식량생산을 장려, 소맥 생산에 힘을 기울이고 있다. 그외 브라질·콜롬비아 등지에서는 쌀을 생산하여 수출하고 있다.

## 공업
남아메리카는 대전 이후 제1차 산업의 기초 위에 제조공업의 육성에 중점을 두고 있다. 각국은 선진국 제품의 무제한 유입을 방지하기 위하여 보호관세제도하에 수입을 규제하며 국산품의 시장확보에 힘쓰고 있다.2차대전 전에는 식품가공업과 섬유공업이 대종을 이뤘으나, 전후 공업화로 인하여 중공업 부문이 크게 발전하고 있다.철광공업을 위해 외자를 도입하여 대규모의 제철소가 건립되고, 자원 개발과 공업화의 기초로서 시멘트 공업은 활기를 띠어 생산량은 급속한 증가 추세에 있다. 그외 자동차 공업과 트랙터 등의 농기구 제조업이 발달하고 있다. 오늘날 남아메리카는 풍부한 자원을 바탕으로 중공업과 수입 대체산업의 발전이 성숙되고 있다고 하겠다.